# Scott Chipperfield
Scott Chipperfield (* 30. prosince 1975) je bývalý australský fotbalový záložník, naposledy hrající za švýcarský klub FC Aesch. Zúčastnil se fotbalového MS 2006 a MS 2010, Oceánského poháru národů 1998, 2000, 2002, AFC – OFC Challenge Cupu 2001 a Konfederačního poháru FIFA 2001 a 2005.